# Ремейко Олександр Георгійович
Олександр Георгійович Ремейко (Тихомиров) (22 квітня 1894, село Савково Муромського повіту Владимирської губернії, тепер Владимирської області, Російська Федерація — розстріляний 30 жовтня 1937, місто Москва) — радянський діяч, голова Подільського, Волинського Новомиколаївського, Іркутського, Курського губвиконкомів. Член Комісії радянського контролю в 1934—1937 роках.

## Біографія
Народився в родині робітників-ткачів. У 1905 році закінчив церковноприходську школу села Новінське Кінешемського повіту Костромської губернії. З травня 1908 року працював хлопчиком-розсильним прядильно-ткацької фабрики Морокіна і Ко в селі Вічуга Кінешемського повіту Костромської губернії. У 1909 році закінчив двокласну школу Міністерства народної освіти села Роднікі Юр'євського повіту Костромської губернії.
З травня 1909 по грудень 1911 року — хлопчик, чорнороб, конторський учень текстильної фабрики Красильщикових у селі Родніках Юр'євського повіту Костромської губернії. З січня 1912 по березень 1915 року — конторник ткацької фабрики Красильщикових у місті Москві.
Член РСДРП(б) з червня 1914 року.
У 1915 році закінчив науково-популярне відділення Московського народного міського університету імені Шанявського.
У березні — квітні 1915 року — секретар лікарняної каси Рогозько-Симоновського району міста Москви. У квітні 1915 року був заарештований царською владою і до червня 1915 року перебував у Таганській в'язниці Москви. З червня по вересень 1915 року не працював, проживав у різних містаї Російської імперії. З вересня 1915 по січень 1916 року знаходився під арештом у Таганській в'язниці Москви.
У січні — листопаді 1916 року — секретар лікарняної каси в містах Сормові, Петрограді (Невського машинобудівного заводу, цвяхового заводу на Василівському острові), в селищі Лисьва Пермської губернії (Лисьвенського механічного заводу). Був членом правління робітничого клубу, головою робітничого кооперативу.
У листопаді 1916 — листопаді 1918 року — інструктор споживспілки, член виконавчого комітету Пермської ради робітничих депутатів, член Пермського губернського комісаріату, редактор газети «Известия Пермского губисполкома», товариш голови Пермського губернського комітету РКП(б).
З грудня 1918 по червень 1919 року знаходився під арештом у Пермській тюрмі в білогвардійців, втік з в'язниці.
У червні — листопаді 1919 року — Пермський губернський продовольчий комісар.
У листопаді 1919 — червні 1920 року — в Червоній армії. Служив військовим комісаром бригади 1-ї Уральської Червоної дивізії 3-ї армії РСЧА, був редактором фронтової газети в місті Ірбіт Пермської губернії.
У червні 1920 — лютому 1921 року — завідувач організаційного відділу Всеросійської центральної ради профспілок (ВЦРПС). У лютому — листопаді 1921 року — член ЦК і Президії, секретар Спілки робітників гірничорудної промисловості в місті Москві.
У листопаді 1921 — серпні 1922 року — голова Курської губернської ради профспілок.
У серпні 1922 — вересні 1923 року — голова Одеської губернської ради профспілок.
У вересні 1923 — 1924 року — голова виконавчого комітету Подільської губернської ради. Одночасно у 1923—1924 роках — голова Вінницької міської ради.
У 1924 — червні 1925 року — голова виконавчого комітету Волинської губернської ради.
У червні — листопаді 1925 року — голова виконавчого комітету Новомиколаївської губернської ради. У листопаді 1925 — червні 1926 року — голова виконавчого комітету Новомиколаївської (Новосибірської) окружної ради.
У червні — вересні 1926 року — голова виконавчого комітету Іркутської губернської ради. У вересні 1926 — 1927 року — голова виконавчого комітету Іркутської окружної ради, голова Іркутської окружної планової комісії.
У грудні 1927 — травні 1928 року — голова виконавчого комітету Курської губернської ради.
У травні 1928 — серпні 1929 року — заступник голови виконавчого комітету і голова Державної планової комісії Центрально-Чорноземної обласної ради. У серпні 1929 — вересні 1930 року — голова Центрально-Чорноземної обласної ради профспілок.
У вересні 1930 — травні 1932 року — слухач економічного інституту Червоної професури в Москві. Одночасно доцент, завідувач кафедри теорії радянського господарства Вищого інженерно-будівельного училища в Москві.
У травні 1932 — лютому 1934 року — член колегії Народного комісаріату робітничо-селянської інспекції СРСР — Центральної Контрольної Комісії ВКП(б) у Москві.
У березні 1934 — березні 1935 року — уповноважений Комісії радянського контролю при РНК СРСР по Центрально-Чорноземній (Воронезькій) області. З березня 1935 року — член групи просвіти, охорони здоров'я і житлово-комунального господарства Комісії радянського контролю в Москві. З листопада 1935 року — в.о. уповноваженого Комісії радянського контролю при РНК СРСР по Західно-Сибірському краю в місті Новосибірську.
У червні — липні 1936 року — в.о. керівника групи організаційних питань, у липні 1936 — травні 1937 року — в.о. керівника, керівник групи просвіти, охорони здоров'я і житлово-комунального господарства, у травні — червні 1937 року — керівник групи просвіти і охорони здоров'я Комісії радянського контролю (КРК) при РНК СРСР.
19 червня 1937 року заарештований органами НКВС. 29 жовтня 1937 року засуджений до розстрілу, розстріляний наступного дня.
Посмертно реабілітований 23 червня 1956 року. Відновлений у членах КПРС рішенням Секретаріату ЦК КПРС 31 січня 1957 року.